# Chester Wilmot
Reginald William Winchester Wilmot (21. juni 1911 – 10. januar 1954) var en australsk krigskorrespondent, som rapporterede for BBC og Australian Broadcasting Corporation under 2. verdenskrig. Efter krigen fortsatte han med at arbejde som radioreporter og skrev en vel modtaget bog om befrielsen af Europa. Han døde ved et flystyrt i en BOAC Comet over Middelhavet.

## Tidlige år
Wilmot blev født i Brighton, en forstad til Melbourne. Han var søn af Reginald "Old Boy" Wilmot, en velkendt sportsjournalist. Han læste historie, politik og jura under Sir Ernest Scott på University of Melbourne, hvor han også blev interesseret i debattering. Efter sin eksamen i 1936 tog han på international debatrejse. Et af målene var Nazityskland, hvor han tog til et partimøde i Nürnberg. Wilmot begyndte at arbejde som juridisk sekretær i 1939.

## Krigsreporter
Efter blot nogle få måneder som juridisk sekretær førte udbruddet af 2. verdenskrig til, at Wilmot kom til Australian Broadcasting Corporation. Han blev sendt til Mellemøsten i 1940 og berettede fra Nordafrika, Grækenland og Syrien. Han var i Tobruk under belejringen i 1941. Da Japan gik ind i krigen, vendte Wilmot tilbage til Australien og tog derefter af sted for at dække Stillehavskrigen. Han berettede fra Papua under den japanske invasion i 1942, herunder Kokoda Track felttoget, hvor han gik hele vejen ad sporet. Wilmot mente, at general Sir Thomas Blamey var inkompetent og protesterede over hans afskedigelse af generalløjtnant Sydney Rowell. Til gengæld ophævede Blamey Wilmots akkreditering, og han måtte vende tilbage til Sydney.

## Arbejde for BBC
Wilmot skrev en bog om sine oplevelser i Tobruk og var fortæller på en dokumentarfilm med titlen Sons of the ANZACs. I 1944 skiftede Wilmot til BBC, hvor han var en af de vigtigste reportere under Operation Overlord, hvor han på D-dag landede i svævefly med 6. luftbårne division. Han var til stedet og kunne berette fra felten ved de fleste slag på Vestfronten under befrielsen af Europa i 1944-1945. Da den tyske overkommando kapitulerede i maj 1945, var Wilmot til stede og berettede om det.

## Militærhistoriker
Efter krigen blev Wilmot i England, hvor han brugte mange år på sin bog: The Struggle for Europe, som er en journalistisk beskrivelse af historien om de militære felttog. Da bogen udkom i 1952, fik den pæne anmeldelser, og den er velrenommeret blandt militærhistorikere. (John Keegan skrev, at "Wilmot i praksis opfandt den moderne måde at skrive samtidsmilitærhistorie på").

## Broadcaster
Wilmot var en af tv-kommentatorerne under kroningen af Elizabeth 2.. I forbindelse med julen 1953 blev Wilmot sendt til Australien af BBC for at deltage i en rundt-om-jorden udsendelse på juledag. Han indtalte "The Queen's Journey", som fortalte historien om et nyligt kongeligt besøg. Dronningen selv var på New Zealand i julen.

## Død
Wilmot var på vej tilbage til Storbritannien fra denne opgave på BOAC Flight 781, da flyet faldt ned over Middelhavet og alle om bord blev dræbt. Flyet var en Comet 1, som var verdens første kommercielle jetfly. Flyet havde en fejl i designet, som forårsagede metaltræthed, og det var årsagen til styrtet.

## Bøger
- The Struggle For Europe (til dels skrevet af Christopher Daniel McDevitt). (1997, Wordsworth Editions Ltd, Ware, Hertfordshire). ISBN 1-85326-677-9.
- Tobruk 1941, Capture – Siege – Relief (1945 ,Angus & Robertson Ltd).